# Gwen Bristow
Gwen Bristow (* 16. September 1903 in Marion, South Carolina; † 17. August 1980 in New Orleans, Louisiana) war eine US-amerikanische Schriftstellerin und Journalistin.

## Leben
Der Vater von Gwen Bristow war Pastor. Bristow besuchte die öffentliche Schule für Journalismus und begann schon als Schülerin für die örtliche Tageszeitung zu schreiben. Nach ihrem Studium an der Columbia University arbeitete sie für mehrere literarische Magazine als Journalistin, Reporterin und Lektorin. Sie lebte mit ihrem Ehemann in Beverly Hills. Später übersiedelte sie nach New Orleans und berichtete dort für die Tageszeitung The Times-Picayune. 
Ihr Ehemann, der Drehbuchautor Bruce Manning, inspirierte sie zur schriftstellerischen Arbeit. 1929 erschien Bristows erster Roman. Ihr 1950 entstandenes Werk Kalifornische Sinfonie wurde zu einem internationalen Bestseller und vier Jahre nach der Veröffentlichung unter der Regie von Joseph Kane verfilmt. Die drei Bände Tiefer Süden, 
Die noble Straße und Am Ufer des Ruhmes sind auch als „Louisiana-Trilogie“ bekannt. Für ihr Gesamtwerk wurde Gwen Bristow 1989 in die Alabama Women’s Hall of Fame aufgenommen.

## Werke (Auswahl)
- Tiefer Süden (Deep Summer), Heyne, Dresden 1939.
- Die noble Straße (The Handsome Road),  Schneekluth, Celle 1950, 2. Auflage (1. Auflage nicht nachweisbar).
- Am Ufer des Ruhmes (The Side of Glory), Schneekluth, Celle 1951, 2. Auflage (1. Auflage nicht nachweisbar).
- Kalifornische Sinfonie (Jubilee Trail), Schneekluth, München 1951.
- Der unsichtbare Gastgeber (The Invisible Host), zusammen mit Bruce Manning, Schneekluth, Darmstadt 1957.
- Celia, auch Celia Garth, Schneekluth, Darmstadt 1959, 2 Auflagen im gleichen Jahr.
- Morgen ist die Ewigkeit (Tomorrow Is Forever), Schneekluth, Darmstadt 1964.
- Alles Gold der Erde (Calico Palace). Schneekluth, München 1970, ISBN 978-3-7951-0199-2.
- Melodie der Leidenschaft (Golden dreams). Schneekluth, München 1980, ISBN 978-3-7951-0704-8.